# GPE Palmtop Environment
GPE Palmtop Environment（再帰的頭字語になっていて、略称はGPE）は、Linuxの動作する携帯情報端末向けのGUI環境である。PIM、オーディオ再生、電子メール、ウェブ閲覧などを携帯機器で実行するためのソフトウェアコンポーネントやアプリケーションが全て含まれた完全な環境になっている。
GNU General Public LicenseおよびGNU Lesser General Public Licenseでライセンスされており、自由ソフトウェアである。

## サポートしているデバイス
GPE は以下のプラットフォームを対象とした組み込みLinuxディストリビューションにバンドルされている。
- シャープ ザウルス
- HP iPAQ
- HP Jornada 72x
- シーメンス SIMpad SL4

さらに、以下の機器にも移植が行われている。
- GamePark Holdings GP2X
- Nokia 770
- Nokia N800
- パーム TX
- Palm Treo 650
- HTC Universal
- HTC Typhoon
- HTC Tornado
- HTC Wizard

2007年2月5日、GPEプロジェクトは携帯電話向けの GPE Phone Edition を発表した。

## 開発
GPEはX Window SystemベースのGUIであり、インタフェースとして GTK+、ウィンドウマネージャとしてMatchboxを使っている。このプロジェクトでは強力なアプリケーションを容易に開発できる基盤を提供するため、SQLite、D-Bus、GStreamer、その他のfreedesktop.orgが定義した標準を利用し、共有ライブラリやデータベーススキーマといった中核機能を提供している。
GPEプロジェクトの主な目標は、携帯機器における自由ソフトウェア開発を促進し、新技術を試すことにある。
GPE上で開発されたアプリケーションには、以下のようなものがある。
- GPE-Contacts - 連絡先管理
- GPE-Calendar - カレンダー
- GPE-Edit - 単純なテキストエディタ
- GPE-Filemanager - MIMEタイプをサポートしたリモートアクセス可能なファイルマネージャ
- GPE-Gallery - 画像ビューア
- GPE-Games - 小さいゲームのコレクション
- GPE-Mini-Browser - CSSとJavaScriptをサポートしたWebブラウザ
- GPE-Sketchbook - スケッチが可能なメモ
- GPE-Soundbite - 音声メモツール
- GPE-ToDo - TODOリストマネージャ
- GPE-Timesheet - タスク実行時間計測
- Starling - GStreamerベースのオーディオプレーヤー
- VLC - メディアプレーヤー

GPEのPIMアプリケーション（GPE-Contacts、GPE-Calendar、GPE-ToDo）は、対応するデスクトップおよびウェブアプリケーション（Evolution、Mozilla Sunbird、Google Calendar など）と GPE-Syncd およびOpenSyncフレームワークを通して同期できる。
GPEには各種設定を行うGUIユーティリティも含まれている（IEEE 802.11 無線LAN、Bluetooth、IrDA、ファイアウォール、ALSA、Ipkg パッケージマネージャなど）。
Tinymailフレームワークに基づくプッシュ型電子メールクライアントは開発中である。

## Linuxディストリビューション
GPEは以下の組み込みLinuxディストリビューションでは主要な環境とされている。
- Ångström
- Familiar Linux
- OpenZaurus

上掲のディストリビューションほどではないが、GPEは以下のディストリビューションでも利用可能になっている。
- Ubuntu
- Debian
- Internet Tablet OS

## 論争
GPEプロジェクトに関しては、ホスティングサービスの変更、IRCチャンネルの所有権、商標について論争が続いている。

### Webホスティング
GPEは2002年4月からHandhelds.orgでホスティングされていた。しかし、開発者から示唆があり、2006年10月にLinuxtogo.orgに移転した。Handhelds.orgは去っていった開発者のユーザアカウントを削除し、元のGPE Handhelds.orgサイトにあった新たなGPE Linuxtogo.orgサイトへのリンクや参照を全て削除した。

### IRCチャンネル
上記に関連して、両者がFreenode.netにある#gpeというIRCチャンネルの所有権を主張している。Freenode.netは両者が合意に達するまで、そのチャンネルの事実上閉鎖している。その後、Linuxtogo.orgは#gpe-projectを使い、Handhelds.orgは#handhelds-gpeを使っている（共にFreenode.netにある）。

### 商標
Handhelds.orgの管理者George Franceは2007年3月6日、OPIEおよびIpkgと共にGPEについても米国特許商標庁に商標登録を出願した。2007年6月25日、米国特許商標庁は Handhelds.orgのGPEの所有権の証拠としてHendhelds.orgのウエブサイトのスクリーンショットを採用できないと判断し、より具体的な「GPE製品」の見本を要求した。Handhelds.orgとOSI評議会メンバーのRuss Nelsonは、GPEプロジェクトはHandhelds.orgを足場として開発してきたと主張した。
Linuxtogo.orgのGPE開発者らは、彼らがGPEプロジェクトの実体であるとし、Handhelds.orgは単にホスティングを提供していただけだと主張した。さらに彼らはGPEプロジェクトがHandhelds.orgでホスティングされる以前から存在していた点を指摘した。
2008年2月27日、米国特許商標庁はGPEの商標について拒絶査定を下した。George France は出願内容を修正し（GNUとLinuxに関する参照を削除）、GPEの商標は2008年6月3日、異議申し立てのために公表された 。
これに対して、Linuxtogo.orgのGPE開発チームはHandhelds.orgで開発されたGPE基盤部分を捨てることにした。ブートローダを別のものにし、IpkgからOpkgに乗り換えた。ただし、アプリケーションに対してはほとんど影響はない。